# Olland (bedrijf)

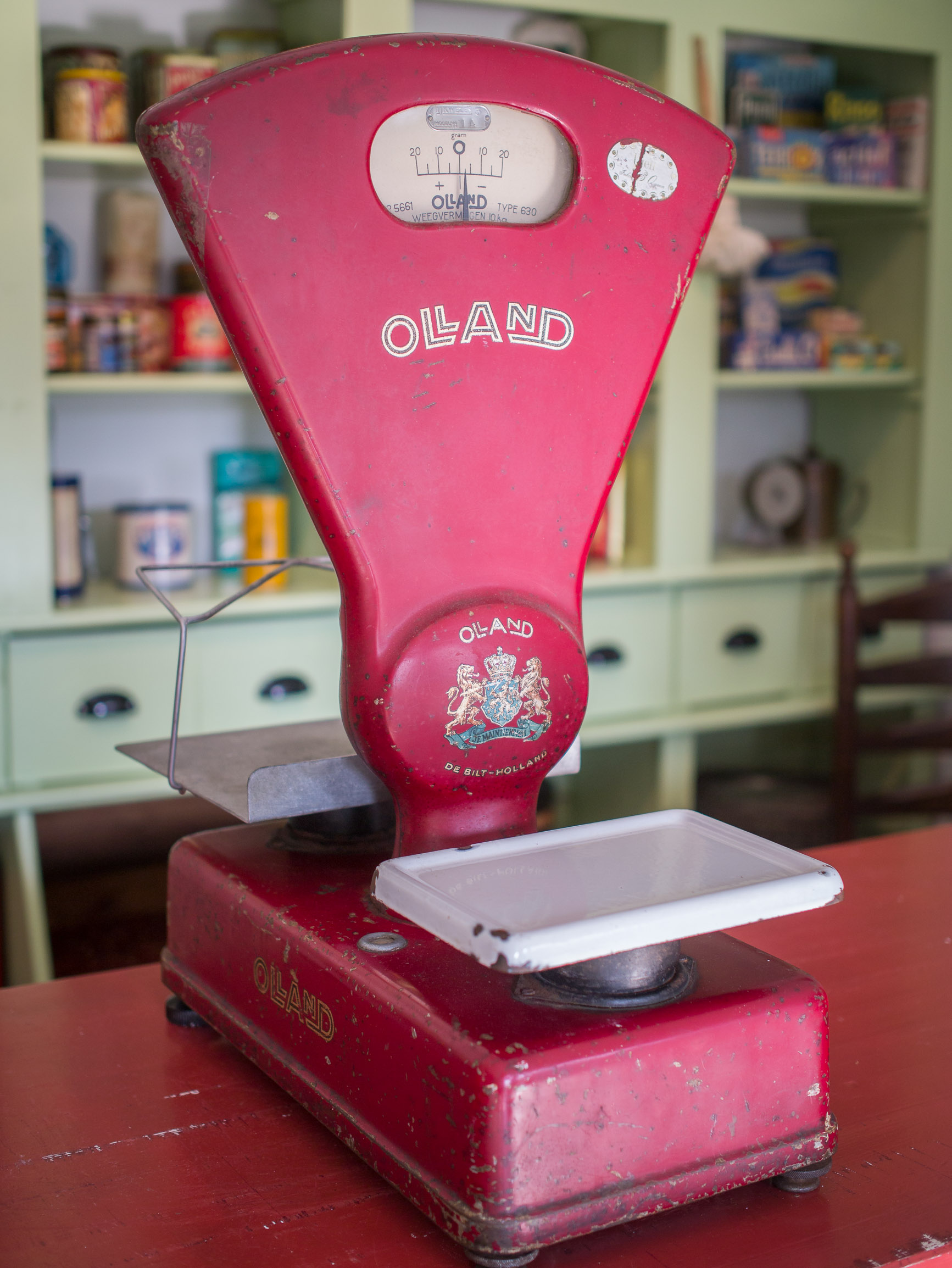
Openluchtmuseum Ellert en Bammert te Schoonoord - Olland Weegschaal

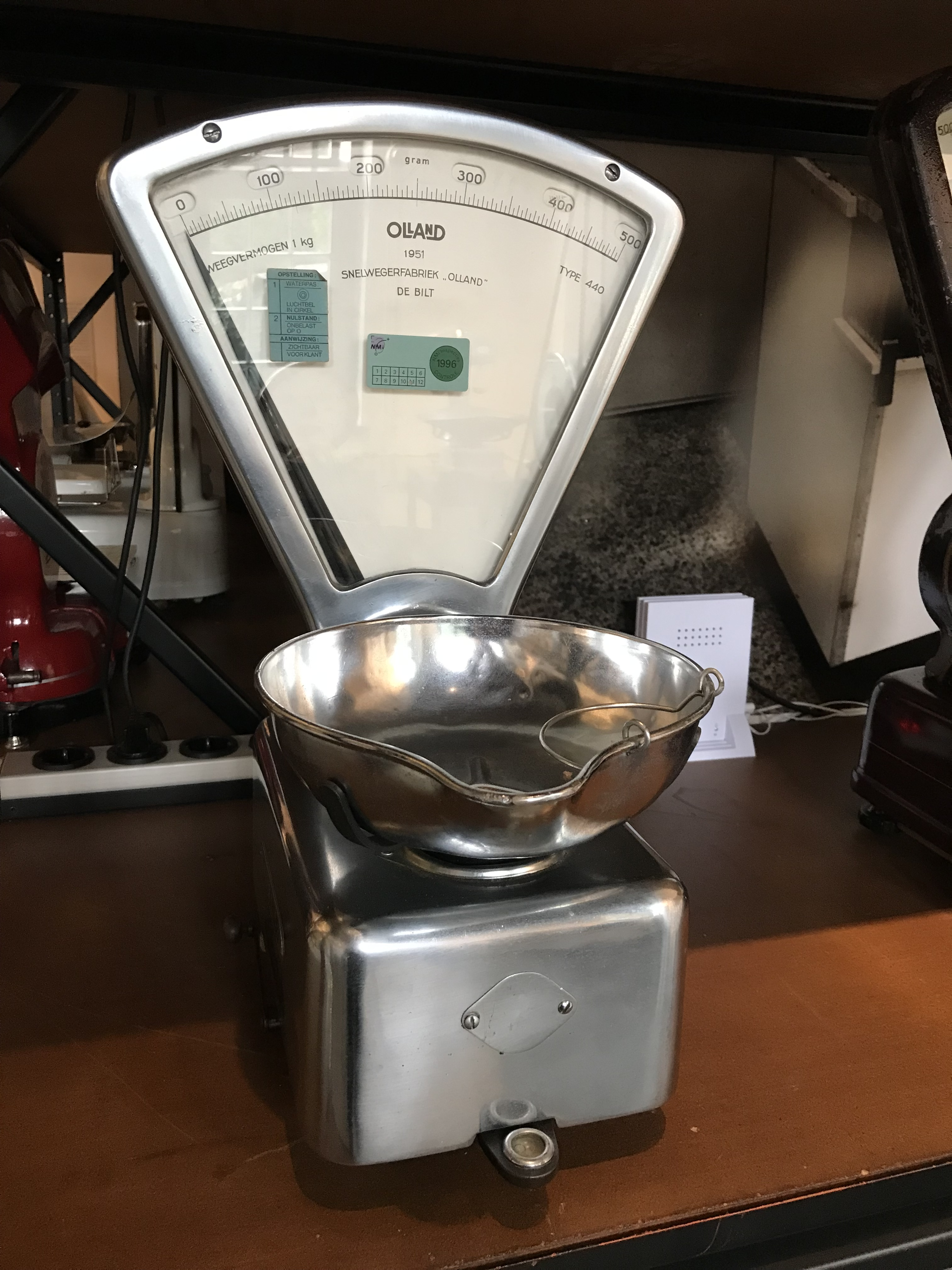
Olland toonbankweegschaal (Weegschaalmuseum te Naarden).

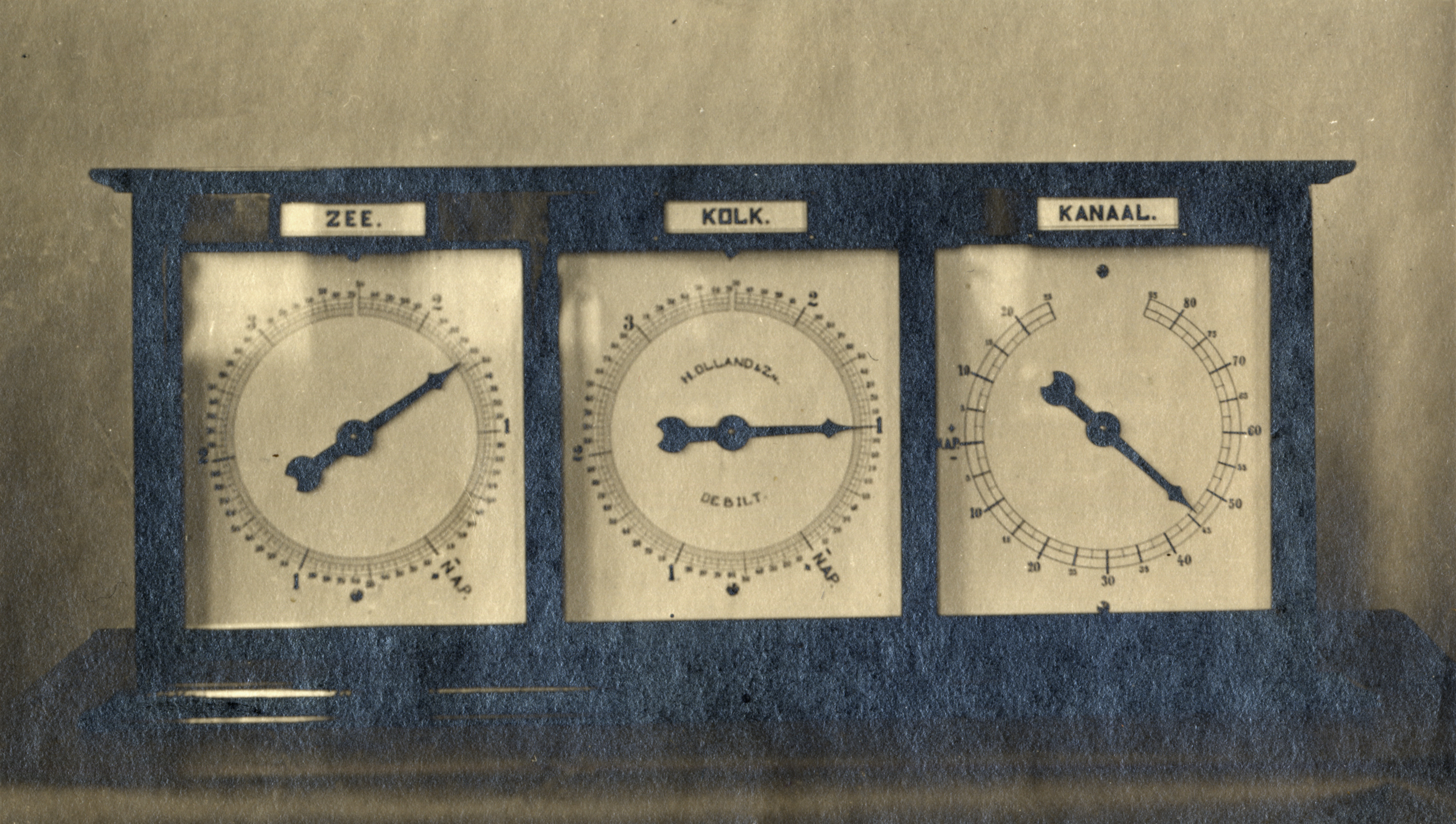
N.A.P. meetinstrument

W.C. Olland was oorspronkelijk een instrumentenfabriek te Utrecht die zich begin 20e eeuw specialiseerde in de vervaardiging van snelwegers en bekend werd onder de naam 'Snelwegerfabriek Utrecht', hoewel later ook andere machines gemaakt werden.

## Geschiedenis

### Begin
In 1853 startte de uit Groningen afkomstige Hendrik Olland (1825-1901) aan de Oudegracht te Utrecht een fabriekje voor de vervaardiging van wetenschappelijke instrumenten, weegwerktuigen en koopmansbalansen. De aanwezigheid van het KNMI en een universiteit was daarbij van doorslaggevend belang. Het bedrijfje ontwikkelde zich goed en zoon Willem Carel Olland kon in 1896 een gevestigde zaak overnemen.
Het bedrijf verhuisde naar de Gasthuisstraat/Biltstraat. De firma leverde onder meer aan het KNMI en was betrokken bij de automatisering van 's Rijks Munt te Utrecht. Hiervoor werden zeer nauwkeurige automatische weegmachines en controlebalansen ontwikkeld. In 1907 werd, na drie jaar proefnemingen, bij 's Rijks Munt een automatische tel- en verpakkingsmachine voor muntgeld in gebruik genomen, waarmee automatisch rolletjes van 40 stuks gevormd werden.
In hetzelfde jaar startte de firma W.C. Olland naar Amerikaans voorbeeld met de vervaardiging van automatische toonbankweegschalen. Deze producten van de Snelwegerfabriek Utrecht vonden een goede afzet in binnen- en buitenland. Olland besloot zich op dit product te concentreren en rond 1913 werd de vervaardiging van wis- en natuurkundige instrumenten gestaakt. W C Olland publiceerde ook over zijn ervaringen als Nederlands technisch bedrijf met Nederlandse opdrachtgevers:https://resolver.kb.nl/resolve?urn=MMKB18:005461000

### De Bilt
W.C. Olland nam in 1925 zijn neef F.W. Olland in de zaak op. Het groeiende bedrijf kwam in de vestiging aan de Biltstraat te krap te zitten. In 1926 werd het complex van de voormalige rijtuigfabriek Ingenhoes Buitenweg & Co. aan de Dorpsstraat 12-14 te De Bilt gekocht en het bedrijf in zijn geheel daarheen overgeplaatst. In 1927 startte men met de vervaardiging van vleessnijmachines. In 1928 overleed W.C. Olland. In 1929 werd de zaak omgezet in een naamloze vennootschap. In 1932 werden nog elektrische koffiemolens aan het productieassortiment toegevoegd. De oorlogsperiode doorstond het bedrijf goed, het profiteerde verder van de wederopbouwperiode: bij het 100-jarig bestaan, in 1953, werkten er ruim 120 mensen.

### Hoogtepunt, teruggang
Naast de eigen producten begon Olland ook met de vertegenwoordiging van verwante buitenlandse apparatuur voor de detailhandel. Ze werd vooral bekend van de Zweedse Hugin kasregisters. Zelf startte Olland met de vervaardiging van warme- en koudedrankautomaten. De naam veranderde dan ook in Olland Industrie en Handelmaatschappij. Vanwege de groei startte Olland in 1966 met een filiaalbedrijf te Soest, waarnaast tussen 1970 en 1972 nog een productiebedrijf te Emmeloord kwam.
In 1972 vond een reorganisatie plaats waarbij de filialen in Soest en Emmeloord werden gesloten. Hierbij verloren 46 medewerkers hun baan. Een lichtpunt was het predicaat koninklijk dat in 1978 werd toegekend. Het bedrijf telde toen 135 werknemers en behaalde een omzet van 27 miljoen gulden.
In 1980 werd het hele bedrijf nog geconcentreerd in nieuwbouw te Nieuwegein, maar de volgende jaren trad een teruggang op. Zo waren er in 1986 (er werkten toen 120 personen) problemen tussen personeel en vakbonden en de drie leden van de Raad van Commissarissen. Uiteindelijk kwam het tot een faillissement in 1998. Koffiebrander Drie Mollen nam de zaak over en er volgde een doorstart als handelsmaatschappij te Zaltbommel. In 2004 werd de Koninklijke Olland onderdeel van het Zwitserse Selecta, gevestigd te Waardenburg.

## Trivia
Het Centraal Museum te Utrecht is in het bezit van een Olland toonbankweegschaal uit 1948 en een koffiemaalmachine.
Hedendaags:
Douwe Egberts ·
HUBO ·
Koninklijke Jongeneel ·
Mediq ·
UMS Pastoe ·
Rabobank ·
Stork ·
Strukton ·
Vitens ·
WE

Niet meer bestaand:
Charles Vögele ·
De Korenschoof ·
De Landbouw ·
Demka ·
ElectroRail ·
GVU ·
Batterijenfabriek Herberhold ·
Hooghiemstra ·
Gemeentelijke Gasfabriek ·
Jan Jongerius N.V. ·
N.V. L B Kagenaar ·
Lood- en Zinkpletterij Hamburger ·
Lubro ·
Machinefabriek Frans Smulders ·
Machinefabriek Jaffa ·
Nieaf ·
Olland · 
Pannevis · 
PEGUS ·
N.V. Philips Lasstavenfabriek ·
PUEM ·
Systeem Coq ·
Van Boekhoven - Bosch ·
Werkspoor